# Pincet
En pincet er et stykke værktøj det bruges til at opsamle ting der ikke så nemt kan samles op med fingrene, f.eks. fordi de er for små, for varme eller sundhedsskadelige. De består af to vægtstænger der sidder sammen i den ene ende. Når man skal gribe fat med en pincet presser man de to frie ender sammen om det objekt der skal gribes fat i. Ved at løsne grebet slippes objektet igen.
Pincetter er ofte fremstillet af plastic eller rustfrit stål. Til mere specielle formål kan også pincetter af f.eks. teflon fås. Pincetter kan fås med rillede spidser, således at objektet nemmere kan fastholdes, eller med flade spidser som skåner objektet mod f.eks. ridser på overfladen.
Pincetter bruges f.eks. til at fjerne øjenbryn, ved reparation af mindre genstande, eller ved bygning af modeller. Der findes også pincetter specielt beregnet til madlavning. De benyttes til at vende kød og grøntsager på en pande eller i en wok. Disse pincetter er ofte fremstillet af bambus.
- Wikimedia Commons har flere filer relateret til Pincet